# Katalin Rozsnyói
Katalin Rozsnyói (n. 20 noiembrie 1942, Budapesta, Regatul Ungariei) este o caiacistă ce a reprezentat Ungaria, medaliată olimpică. A participat la o ediție a Jocurilor Olimpice (1968) în care a câștigat o medalie de argint.